# داندی (آلاباما)
داندی (به انگلیسی: Dundee) یک منطقهٔ مسکونی در ایالات متحده آمریکا است که در شهرستان گنوا، آلاباما واقع شده‌است. داندی ۷۸٫۰۳ متر بالاتر از سطح دریا واقع شده‌است.